# Potamogeton × nitens
Potamogeton × nitens là một loài thực vật có hoa lai ghép trong họ Potamogetonaceae. Loài này được Weber miêu tả khoa học đầu tiên năm 1787.